# Eskiköy, Gürgentepe
Eskiköy là một xã thuộc huyện Gürgentepe, tỉnh Ordu, Thổ Nhĩ Kỳ. Dân số thời điểm năm 2010 là 1.443 người.